# Tercio Viejo de Lombardía

Enseña del Tercio Viejo de Lombardía.

El Tercio Viejo de Lombardía o Tercio Viejo de Milán, junto a los tercios viejos de Nápoles y de Sicilia, fue uno de los primeros tercios instituidos por las ordenanzas de Carlos I de España de 1534 y 1536, siendo conocido como «el Osado». Fue creado en 1537 y se le considera uno de los cuatro Tercios Viejos de la infantería española. Participó, entre otras, en las batallas de Mühlberg (1547), San Quintín (1557) y Gravelinas (1558).
Su principal misión era defender el ducado de Milán o reino de Lombardía (con este nombre fue bautizado) tras las guerras italianas de finales del siglo XV y comienzos del XVI.
En un principio se le nombró Tercio Ordinario del Estado de Milán, pero en 1560 pasaría a llamarse Tercio Viejo de Lombardía hasta 1589. 
Sus herederos actuales en la infantería española son el Regimiento de Infantería «Príncipe» n.º 3 con sede en el Acuartelamiento "Cabo Noval" en Siero (Asturias) y perteneciente a la Brigada "Galicia" VII, y el Regimiento de Infantería "Galicia" 64 de Cazadores de Montaña, situado en los acuartelamientos "San Bernardo" (Plana Mayor de Mando) y "La Victoria" (Batallón Pirineos), ambos en Jaca (Huesca).

## Historia
Fue creado por Carlos V mediante un Reglamento Orgánico expedido el 6 de noviembre de 1537. Su primer Maestre de Campo fue Rodrigo de Ripalda.
El mismo año de su fundación se incorporó a la guerra contra Francia (la tercera en el reinado de Carlos V), que había invadido el Milanesado. Combatiendo en Lombardía, logró su primera victoria en Chiari (Brescia), y en 1542 destacó en los asaltos de Chierasco, Albano y Carmañola.
El Tercio fue trasladado a Alemania para enfrentarse a la Liga de Esmalcalda. Sobresalió el año 1546 en la toma de Fráncfort, y especialmente al año siguiente en batalla de Mühlberg, donde las tropas al mando del duque de Alba derrotaron a los protestantes.
Felipe II, tras la invasión de los franceses de Nápoles, ordenó a sus tropas invadir Francia. El Tercio de Milán, que había sido trasladado a Flandes, avanzando por Picardía junto con otras tropas españolas e inglesas, se enfrentó a los franceses el 11 de agosto de 1557 en la batalla de San Quintín. Al año siguiente, el 13 de julio de 1558, también se distinguió en la batalla de Gravelinas.
El nuevo reglamento de 1560, de Felipe II, le dio el nombre de Tercio de Lombardía del ejército de Italia, lo que ha dado lugar a confusiones con el primitivo Tercio Viejo de Lombardía creado en 1534 y enviado a Flandes en 1567. Aunque este tercio permaneció como guarnición del Milanesado, en 1569 fue a España a combatir, al mando de Juan de Austria, la Rebelión de las Alpujarras y en 1573 participó en la conquista de Túnez y La Goleta.
En 1609 participó en el ataque a los moriscos de la Muela de Cortes durante la expulsión de este grupo de España.
Al inicio de la Guerra de Sucesión se adhirió al partido de Felipe de Anjou y fue elegido para dar la guardia y prestar servicios de campaña junto al Rey a su llegada a Italia.
El tercio fue reducido a pie de regimiento con el nombre de Regimiento de Lombardía n.º 1 en 1704. Ese mismo año contribuyó decisivamente a la toma de Verona. En 1706 fue replegado a España, donde participó en la conquista de Ciudad Rodrigo y en las batallas de Brihuega y Villaviciosa de Tajuña. En 1718 se le dio el nombre de Regimiento de Lombardía n.º 2 y fue enviado de nuevo a Italia.
En[1776 abandona Italia y es enviado a los territorios españoles en América, recibiendo el nombre de Regimiento del Príncipe.

### Acantonamiento
Este Tercio Viejo se desplegaba por el Milanesado con guarniciones en Milán, Cremona, Mantua, Sondrio, Varese, Pavía, Brescia, Bérgamo y Como.
Sus plazas fuertes, además del castillo de Milán, eran Castiglione, Mantua y San Germano (Piamonte).
Sin embargo y debido a las continuas guerras del rey con otras naciones y potencias europeas, tuvo que trasladarse a zonas tan lejanas como Flandes.

## Disolución
El Tercio Viejo de Lombardía era hacia 1589 la flor y nata de los veteranos españoles. Según un capitán, era el "padre de todos los tercios". El tercio estaba mandado por Sancho Martínez de Leyva y se encontraba en Flandes, pero estaba gobernado por el Conde de Mansfeld, cosa que no se veía bien entre la tropa, pues querían ser gobernados por un español antes que por un alemán. Además, se rumoreaba que el Conde de Mansfeld parlamentaba a veces con rebeldes y que se había pasado al otro bando. Cuando en el invierno de 1589, el Conde de Mansfeld ordena llevar al tercio a pasar el invierno en una isla del río Mosa, el tercio desobedeció la orden. En 1585 los españoles habían caído en una encerrona de los holandeses allí (ver Milagro de Empel) y pensaban que Mansfeld los llevaba a la muerte. 
Este ambiente tan hostil se sumaba a las bajas y al agotamiento y el frío que el tercio llevaba arrastrando desde hacía tiempo. Los soldados, tras un tiempo, deciden dejar el motín, pero las noticias llegan a Alejandro Farnesio que decidió, como castigo para ellos y posibles tercios que se pudieran amotinar, deshacer el Tercio Viejo de Lombardía, llevando a todos los soldados del tercio a otras compañías. Leyva y otros capitanes no supieron si acatar la orden y al final cedieron. El alférez del tercio plegó la bandera y rompió el asta, luego los alféreces de las compañías siguieron el ejemplo.